# Everything I’m Not
Everything I’m Not – drugi singel z debiutanckiej płyty The Secret Life of... australijskiego zespołu The Veronicas, wydany w 2005 roku. Utwór zajął miejsce #7 na australijskiej liście ARIA Singles Charts i pokrył się złotem (sprzedano ponad 35 000 egzemplarzy singla). Planowano, by piosenka została wydana jako drugi singel również w Stanach Zjednoczonych, jednak wytwórnia Sire, odpowiedzialna za produkcję płyty, zadecydowała, by drugim singlem w USA została piosenka „When It All Falls Apart”.
Utwór został wykorzystany w trailerze do filmu Bratz (2007).